# Sușița, Blagoevgrad
Sușița (în bulgară Сушица ) este un sat în partea de sud-vest a Bulgariei, în Regiunea Blagoevgrad. Aparține administrativ de comuna Simitli.  La recensământul din 2001 avea o populație de 117 locuitori.

## Demografie
Componența etnică a satului Sușița
     Bulgari (98,8%)
     Nicio identificare (1,19%)
     Altele (0%)
La recensământul din 2011, populația satului Sușița era de 84 locuitori. Din punct de vedere etnic, majoritatea locuitorilor (98,8%) erau bulgari. Pentru 1,19% din locuitori nu este cunoscută apartenența etnică.